# Fusion-io
Fusion-io — компания-производитель аппаратных и программных компьютерных систем. Головной офис компании находится в Коттонвуд-Хайтс, Юта (США). Fusion-io разрабатывает и производит запоминающие устройства нового поколения на базе технологии Флеш-памяти NAND. В марте 2010 года Wall Street Journal признал Fusion-io второй из наиболее перспективных компаний в области информационных технологий.

## История
Компания основана в конце 2005 года и изначально называлась Fusion Multisystems, Inc.,. До 2007 года занималась производством твердотельных накопителей. Широкую известность Fusion-io получила в феврале 2009 года, когда отдел разработок возглавил Стив Возняк — один из основателей Apple Inc. В мае 2010-го из Oracle в Fusion-io перешел Йенс Аскбо, главный разработчик системы ввода-вывода (I/O) в Linux. В июне 2012 года к работе в Fusion-io приступил Крис Мэйсон — еще один выходец из Oracle, главный разработчик Btrfs. В это же время из Red Hat в Fusion-io пришел Йозеф Бацик, специалист по файловым системам и разработчик Btrfs.

## Сотрудничество с производителями аппаратного обеспечения
Fusion-io является партнером Hewlett-Packard, IBM, Dell, Cisco и Supermicro, так как эти компании используют сервер-ориентированную архитектуру ioMemory. Например, результаты проекта IBM Quicksilver на базе технологии Fusion-io показывают, что твердотельные технологии еще в 2008 году имели высокую производительность: 1 миллион операций ввода-вывода в секунду [IOPS]. В декабре 2009 года IBM вывела на рынок High IOPS SSD PCIe Adapter на основе технологии ioDrive, единственного твердотельного накопителя на базе PCIe для серверов IBM. В марте 2009 года HP в сотрудничестве с Fusion-io создала IO Accelerator, предназначенный для серверов BladeSystem C-Series.

## Продукты

### Быстродействие систем хранения с общим доступом
Превращает отраслевые серверные платформы в мощные системы хранения с общим доступом на базе технологии ioMemory для повышения быстродействия работы приложений.
- ION Data Accelerator

Программное обеспечение, которое совместно с выбранным вами оборудованием позволяет ускорить работу приложений, использующих общий доступ к системе хранения.

### Быстродействие кеширования
Мгновенно повышает быстродействие виртуальных и физических систем хранения данных для сокращения затрат на хранение и расширение возможностей уже имеющегося оборудования.
- directCache

Преобразовывает устройство ioMemory в быстродействующий многоуровневый кеш для улучшения производительности и эффективности системы хранения данных без прерывания в работе.
- ioTurbine

Преобразовывает устройство ioMemory в мощный, легкий в управлении интеллектуальный кеш для раскрытия потенциала виртуальных систем хранения.
- ioCache

Специально разработанная система повышения производительности для виртуальных приложений и баз данных.

### Быстродействующие устройства хранения
Стабильная, с высокой производительностью, интегрированная флеш-память типа NAND, которая обеспечивает предприятиям наименьшее время ожидания отклика, высокую производительность и доказанную надежность. Оборудование и программное обеспечение.
- ioDrive2

До 3,0 ТБ х 1 слот PCI Express.
- ioDrive2 Duo

До 2,4 ТБ x 8 слотов PCI Express.
- ioDrive Full-Length

До 10,24 ТБ с целью получения максимальной производительности для больших объемов данных.
- ioScale

До 3,2 ТБ флеш с низким временем отклика, высокой производительностью х 1 слот PCI Express.
- ioFX

До 1650 Гб для ускорения рабочей станции по созданию мультимедиаконтента.
- ioDrive
- ioDriveDuo

### Инструменты оптимизации
Универсальные инструменты ioMemory для управления и настройки оптимизируют устройства ioMemory.
- Memory SDK

Позволяет разработчикам оптимизировать приложения для работы с устройствами ioMemory.
- ioSphere

Обеспечивает мониторинг в режиме реального времени и управление всеми устройствами ioMemory в центре обработки данных.
- VSL

Дает всем приложениям, базам данных и виртуальным системам прямой доступ к устройствам ioMemory без задержек и использования ресурсов RAID-контроллеров и протоколов хранения.

## Финансы и акции
В марте 2008 года в первом раунде финансирования Fusion-io получила 19 млн долларов от группы инвесторов, возглавляемой New Enterprise Associates. На этом же этапе в Fusion-io инвестировал Майкл Делл.
Всего лишь год спустя, в апреле 2009-го, во втором раунде финансирования Fusion-io получила 47,5 млн долларов от группы инвесторов, возглавляемой Lightspeed Venture Partners. Позднее, в октябре того же года, в Fusion-io инвестировал Samsung, что послужило свидетельством тесных партнерских отношений между этими компаниями.
Третий этап финансирования прошел под руководством Meritech Capital Partners с привлечением дополнительного капитала от Accel Partners и Andreessen Horowitz. Сумма инвестиций в апреле 2010 года составила 45 млн долларов и была направлена на расширение Fusion-io.
7 июня 2011 года Fusion-io объявила об увеличении стоимости первоначального публичного размещения (IPO) своих акций до 16-18 долларов за акцию. Таким образом, общая стоимость компании составила 1,4 млрд долларов. Ранее Fusion-io продавала свои акции по цене 13-15 долларов за штуку, и её общая стоимость оценивалась в 1,17 млрд долларов.

## Признание
В феврале 2009 года Fusion-io вошла в список 100 лучших мировых компаний по рейтингу Red Herring.
По итогам голосования читателей Business Week Fusion-io названа «Самой перспективной инновационной компанией мира».
В 2007 году Fusion-io была награждена Awarded Demo God за ioDrive и ioMemory, а в 2008-м — за ioSAN.